# Eugeniusz Kwiatkowski
Eugeniusz Felicjan Kwiatkowski (n. 30 decembrie 1888, Cracovia - d. 22 august 1974, Cracovia) a fost un politician, economist-reformator și specialist în domeniul chimiei. În anii Primului Război Mondial a luptat în Legiunea poloneză, ulterior a funcționat ca director al Fabricii de azot (1923-1926). Între anii 1926-1930 a activat ca ministru al industriei și comerțului. După izbucnirea celui de-al Doilea Război Mondial a fost internat în România.

## Opere
- Zagadnienie przemysłu chemicznego na tle wielkiej wojny (1923)
- Postęp gospodarczy Polski (1928)
- Polska gospodarcza w roku 1928 (1928)
- Powrót Polski nad Bałtyk (1930)
- Dysproporcje. Rzecz o Polsce przeszłej i obecnej (1932)
- "Rzecz najważniejsza Polska" - Wybór myśli politycznych i społecznych (1988)